# Louis Babel
Louis-François Babel (Veyrier, 23 de junio de 1826, Pointe-Blue, 1 de marzo de 1912) fue un sacerdote, misionero de María Inmaculada, misionero católico, pero también lingüista, geógrafo y explorador suizo. Ha pasado la mayor parte de su vida a Canadá.

## Biografía
Nació en Veyrier en Cantón de Ginebra, de Joseph Babel, postillón, y de Françoise Jovet, Louis Babel frecuente los colegios de Friburgo y de Mélan, después entre al noviciado de Notre-Dame-de-el Osier lo 4 de mayo de 1847. Hace su profesión perpetua el año siguiente después emprende estudios théologiques a Marsella y a Maryvale, cerca de Birmingham en Inglaterra. Llega a Bytown (Canadá-Unido) el 12 de febrero de 1851, donde es ordenado sacerdote el 27 de julio de 1851 por Joseph-Bruno Guigues, obispo de Ottawa.
A su demanda, se lo afecta a las misiones de las Montagnais, un pueblo autochtone originario del este de la península de Quebec-Labrador. Ejerce su ministerio a Gran-Bahía, al Saguenay, después está transferido a los Escoumins, donde hace el encuentro del padre Charles Arnaud, que será su compañero de misión durante casi sesenta años. Dotado para las lenguas y dotado de una salud robusta, el padre Babel recorre dos mil quinientos kilómetros por año para encontrar blancos y autochtones, de la desembocadura del Saguenay hasta Cabeza-a-la-Ballena. Después de una estancia de cuatro años a Maniwaki en el Outaouais, al curso duquel aprende el algonquin, vuelve a Betsiamites en 1866, donde reside hasta en 1911.
Ha redactado un diccionario francés-montagnais, quedado al estado de manuscrito así como de las notas ante servir a escribir una gramática montagnaise. Abandona Betsiamites y la Costa-Norte para la última vez en 1911. Muere en el pueblo montagnais de Anse-Bleue al lago Saint-Jean, el 1.º de marzo de 1912.
Apodado «Ka Kushkueltitak» (el meditativo) por los Innus, el padre Babel está descrito por el diccionario biographique de Canadá como un hombre «severo, poco comunicativo y de maneras rudes». Estos rasgos de carácter «él han causado maintes dificultades en sus relaciones con sus confrères y las fieles».